# 今日泊亜蘭
今日泊 亜蘭（きょうどまり あらん、1910年7月28日 - 2008年5月12日）は、日本の小説家、SF作家。本名：水島 行衛（みずしま ゆきえ）。「今日泊」以外のペンネームに水島多樓（みずしま たろう）、水島太郎、璃昴（りぼう）、紀尾泊世央（きおどまり ぜお）、今日泊蘭二、宇良島多浪（うらしま たろう）、園兒（えんじ）、志摩滄浪（しま そうろう）など。日本SF界の最長老として知られた。代表作は、日本SFの古典としても知られる『光の塔』。
父親は画家、小説家、漫画家の水島爾保布。母親は読売新聞の記者で、女性記者のはしりといわれる水島幸子。

## 経歴
東京府東京市下谷区下谷上根岸町（現・東京都台東区根岸）出身。府立第五中学校（現・東京都立小石川高等学校）を中退後、上智大学付属の外国語学校に入るもこれも中退。いわゆる「高等遊民」的な生活を送った後、通訳などの職に就く。
1953年、佐藤春夫の推薦で「文芸日本」に「桜田門」（水島多樓名義）を発表しデビュー。同誌にはその後も何作かを発表したが、そのうち「河太郎帰化」は、1958年（上半期）直木賞候補に推された（ちなみにそのときの受賞作は、山崎豊子「花のれん」と榛葉英治「赤い雪」）。同時期には、辻まことの紹介で「歴程」にも参加している。
1957年には、日本最初のSF同人誌「宇宙塵」に客員として設立より参加。同時期に、渡辺啓助、矢野徹らとSF同人「おめがクラブ」（この命名は今日泊による）を設立、同人誌『科学小説』を発行。
1962年、戦後初のSF長編小説『光の塔』（『苅得ざる種』改題）を東都書房から刊行（編集者は原田裕だった）。
1983年、日本児童文芸家協会から第25回児童文化功労者に選ばれる。1987年から1990年には、77歳にして「S-Fマガジン」に長編『我が月は緑』（『光の塔』の30年後を舞台とした続編）を連載する。
他の代表作に『海王星市から来た男』、『アンドロボット'99』など。
また、30ヶ国以上の言葉を操る在野の言語学者としても活躍した。
2008年5月12日、肺ガンのため死去。97歳没。

## エピソード
- 早熟で、府立五中時代には既に英語・ドイツ語・フランス語の三語の他、独学でラテン語・ロシア語・ギリシャ語まで学んでおり、「ヘレス語」という架空言語の創作までしていた。
- 父親の交友関係にあった武林無想庵や辻潤、長谷川如是閑から大きな影響を受けたと語っている。
- 辻まこととは親友であり、山本夏彦を交えた3人で活動することがしばしばあった。辻が第二次世界大戦時に新聞特派員として中国に渡った時は、妻子の世話を今日泊に頼んだほどであった。
- 少年時代より一貫してアナキストを標榜したが、テロリズムに関してはこれを否定していた。
- 元は、ルパシカとモノクルを愛用するなど西洋趣味が強かったが、泉鏡花に傾倒して以来、和服を常に着用するような趣味に変わったと辻は語っている。
- 上智大学時代、ドイツで語学を学びたいと強く考えたがパスポートが下りなかったため、ハルビンから満鉄、シベリア鉄道を経由してドイツまで密航。失敗し、ドイツから強制送還された。
- 上記の密航失敗後、アテネ・フランセでラテン語・ギリシャ語を学び、当時同じく受講生だった日影丈吉と親しくなるなどあるも、最終的には校主のジョセフ・コットと衝突して退学。
- 設立当初の宇宙塵例会においては、今日泊と矢野徹が海外SFについて語るのが名物だったという。野田昌宏はこの様子について、「江戸の講釈師というのはきっとこんな感じだったろうと思わせる今日泊亜蘭の洗練された洒脱な語り口……。江戸の街の大家のご隠居みたいに座敷の床柱を背負って、シケモクふかしながら、和服姿で講釈を展開する」という具合だったと語っている[1]。
- 柴野拓美の家と近いところに今日泊の家があったためか、「宇宙塵」の同人たちはよく今日泊家にも遊びに来ており、星新一は英語を習いに一時期は毎週通っていた。
- SF関係者とは、今日泊の口の悪さと難しい性格のせいか、いつしか疎遠になることが多かったが、光瀬龍、野田昌宏とは長く付き合いがあった。野田の代表作『レモン月夜の宇宙船』に登場する、古典的SF愛好家で、自前で月ロケットを作ってしまう瀟洒な老人は、今日泊がモデルとされている。
- 著書『縹渺譚』に記入されたプロフィールでは「大正10年（1921年）生まれ」と実際とは違う生年が記入され、友人関係であった光瀬龍も、「大正十年生まれの氏」と紹介している[2]。また、二人は光瀬宅で小型レーシングカーで室内サーキット・レースを楽しんだ[3]。
- 『SFマガジン』初代編集長の福島正実とは折り合いが悪く、作品を載せられなかった。「僕は何でか知らぬが、福島には、憎まれた。身に覚えのないことであんなに憎まれたのははじめてだ。僕は人の目の前で、遠慮なくずけずけ批判するし、口が悪いから、ずいぶん人に恨まれたものだ。だが、福島には批判したこともない。早川書房に原稿をみてくれと頭を下げて行かないのが、気に食わなかったのかも知れない」と語っている[4]。『SFマガジン』にも書き出したのは、福島が「覆面座談会事件」の責任を取って退社した後、1970年代のことである。
- 漫画家の杉浦幸雄とは中学生の頃からの親友。一時期絶縁するものの、最終的には杉浦が死ぬまで交流が続いた。
- 都市伝説「牛の首」を流布させた人物、という説がある（詳しくは「牛の首」を参照）。

## 著作リスト
- 「イワン・イワノビッチ・イワノフの奇蹟」（※雑誌掲載のみ）
- 「遙かなりカシオペアの女」（※雑誌掲載のみ）
- 『光の塔』
(東都書房、Toto mystery)　1962年
（早川書房、ハヤカワ・SF・シリーズ)　1972年
（早川書房、ハヤカワ文庫JA)　1975年
(筑摩書房、ちくま文庫）　2017年
- 『アンドロボット'99』
（金の星社、少年少女21世紀のSF 6）　1969年
（朝日ソノラマ、ソノラマ文庫）　1977年
- 『シュリー号の宇宙漂流記』（国土社、創作子どもSF全集20）　1971年
- 『縹渺譚』（※短編集） (早川書房、ハヤカワ文庫 JA)　1977年
「縹渺譚（へをべをたむ） - 大利根絮二郎の奇妙な身ノ上話 -」
「深森譚（しむしむたむ） - 流山霧太郎の妖しき伝説 -」
- 『海王星市（ポセイドニア）から来た男』（※短編集）（早川書房、ハヤカワ文庫 JA）1978年
「ムムシュ王の墓」
「奇妙な戦争」
「海王星市から来た男」
「綺幻燈玻璃繪噺（きねおらま・びいどろゑばなし）」
- 『最終戦争』（※短編集）（早川書房、ハヤカワ文庫JA）1978年
「完璧な侵略」
「ケンの行った昏い国」
「無限延命長寿法」
「素晴しい二十世紀」
「『おゝ大宇宙!』」
「スパイ戦線異状あり」
「恐竜はなぜ死んだか?」
「完全作家ピュウ太」
「最後に笑うもの」
「秋夜長SF百物語」
「宇宙最後のやくざ者」
「『オイ水をくれ』」
「何もしない機械」
「古時機ものがたり」
「瞑天の客」
「幻兵団」
「カシオペヤの女」
「最終戦争」
「天気予報」
「ミッちゃんのギュギュ」
「怪物」
「パンタ・レイ」
- 『氷河0年』（朝日ソノラマ、ソノラマ文庫）　1982年
- 『怪獣大陸』（朝日ソノラマ、ソノラマ文庫）　1980年
- 『宇宙兵物語』（「外惑星野郎ども」シリーズ）（※短編集）（早川書房、ハヤカワ文庫JA） 1982年
「ケルベルス嵐の日」
「輪（アヌルス）」
「13人目の男」
「後（おく）れた火星便」
「宙（そら）の砂漠を」
「天女と羽衣」
「薔薇刺しぬ」
「仔山羊たち」
「うぶごえ　-ある産科医の話-」
「釦と留め金」
「訣別の賦」
- 『シューベルト』（ぎょうせい、世界の伝記）　1995年
- 『我が月は緑』上・下（早川書房、ハヤカワ文庫JA）1995年
- 『まぼろし綺譚』（※短編集）（出版芸術社、ふしぎ文学館)　2003年
「夜走曲」
「くすり指」
「死を蒔く男」
「東京湾地下街」
「見張りは終った」
「確率空中戦」
「みどりの星」
「御国の四方を」
「河太郎帰化」
「滝川鐘音無（たきのがわ・かねのおとなし）- いを姫物語 -」
「新版 黄鳥墳（うぐいすづか）」
「玉手箱のなかみ - 新編おとぎ暦 -」
- 『最終戦争 / 空族館』（※短編集）(筑摩書房、ちくま文庫、編：日下三蔵） 2016年
「完璧な侵略」
「次に来るもの」
「博士の粉砕機」
「地球は赤かった」
「ケンの行った昏い国」
「無限延命長寿法」
「素晴らしい二十世紀」
「『おゝ、大宇宙!』」
「スパイ戦線異状あり」
「恐竜はなぜ死んだか?」
「完全作家ピュウ太」
「最後に笑う者」
「秋夜長SF百物語」
「宇宙最大のやくざ者」
「「オイ水をくれ」」
「何もしない機械」
「古時機ものがたり」
「溟天の客」
「幻兵団」
「カシオペヤの女」
「最終戦争」
「天気予報」
「ミコちゃんのギュギュ」
「怪物」
「パンタ・レイ」
「ロボット・ロボ子の感傷」
「神よ、わが武器を守り給え」
「イワン・イワノビッチ・イワノフの奇蹟」
「坂をのぼれば…」
「早かった帰りの船」
「三さ路をふりかえるな」
「黒いお化け」
「永遠の虹の国」
「光になった男」
「まるい流れ星」
「空族館」
「つぎに来るもの」
「ケンの行った暗い国」
「ロボットを粉砕せよ!」
「ああ大宇宙」
- 『海王星市から来た男 / 縹渺譚』 (東京創元社、創元SF文庫)  2017年
「ムムシュ王の墓」
「奇妙な戦争」
「海王星市から来た男」
「綺幻燈玻璃繪噺」
「縹渺譚 - 大利根絮二郎の奇妙な身ノ上話 -」
「深森譚 - 流山霧太郎の妖しき伝説 -」
「浮間（うきま）の桜 怪賊緋の鷹物語」
「笑わぬ目」

漫画原作
- 「弁慶選手」（古城武司作画、『少年画報』、少年画報社）1969年4月号 - 同年16号 ※連載途中で『少年画報』が月刊誌から隔週誌に変更となっている。
武蔵坊弁慶が現代に蘇り、野球やプロレスで活躍する。